# بو اسونسون
بو اسونسون (به سوئدی: Bo Svenson) (زاده ۱۳ فوریه ۱۹۴۱)، بازیگر سوئدی است.
از فیلم‌های معروف او می‌توان به بازی در فیلم آن قطار زرهی لعنتی، حرامزاده‌های لعنتی، والدو پپر بزرگ و نقطه فروپاشی اشاره کرد.